# Powielacz

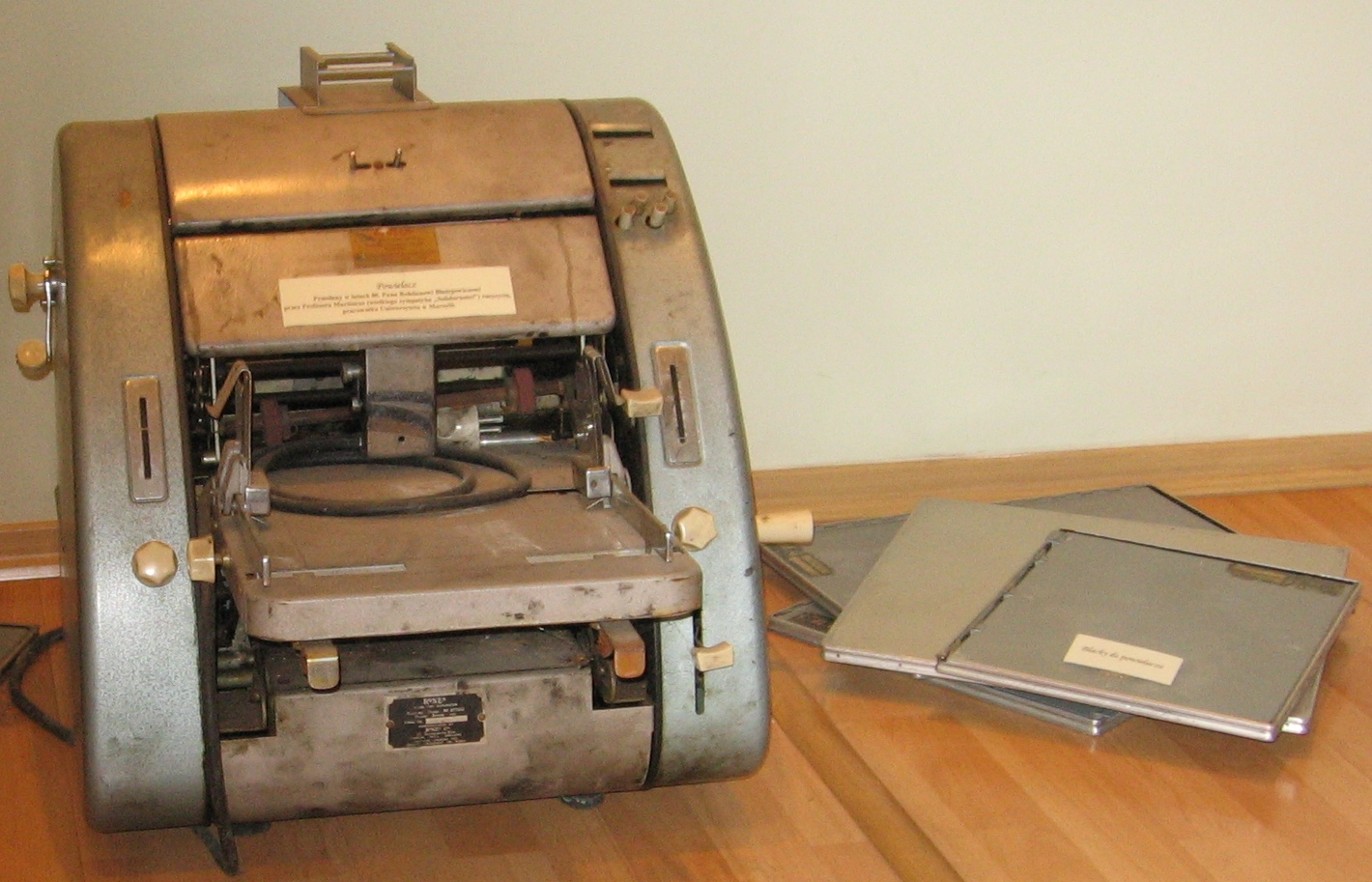
Powielacz wykorzystywany przez dolnośląską „Solidarność” na wystawie z okazji 25-lecia jej powstania

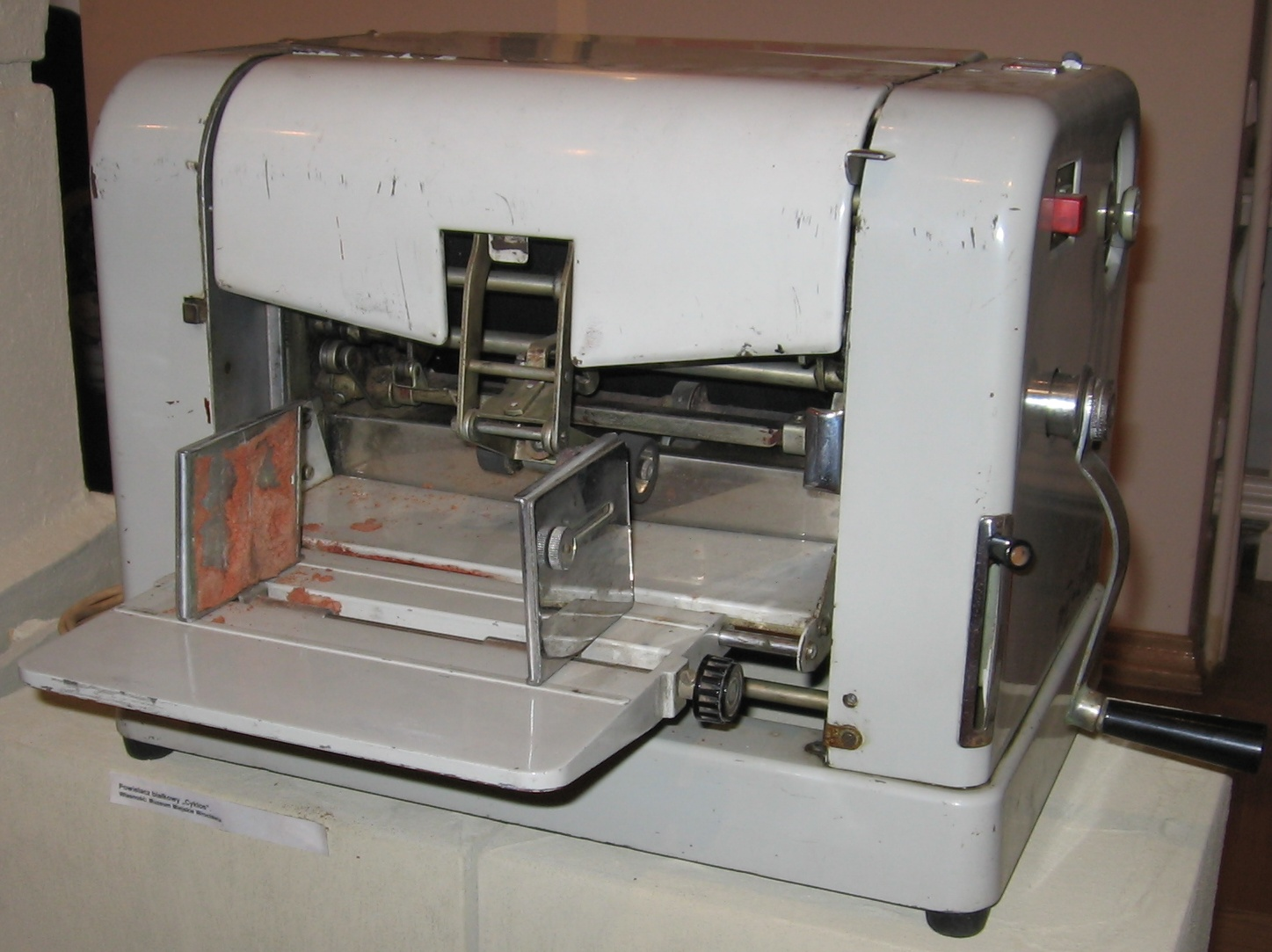
Powielacz białkowy „Cyklos”

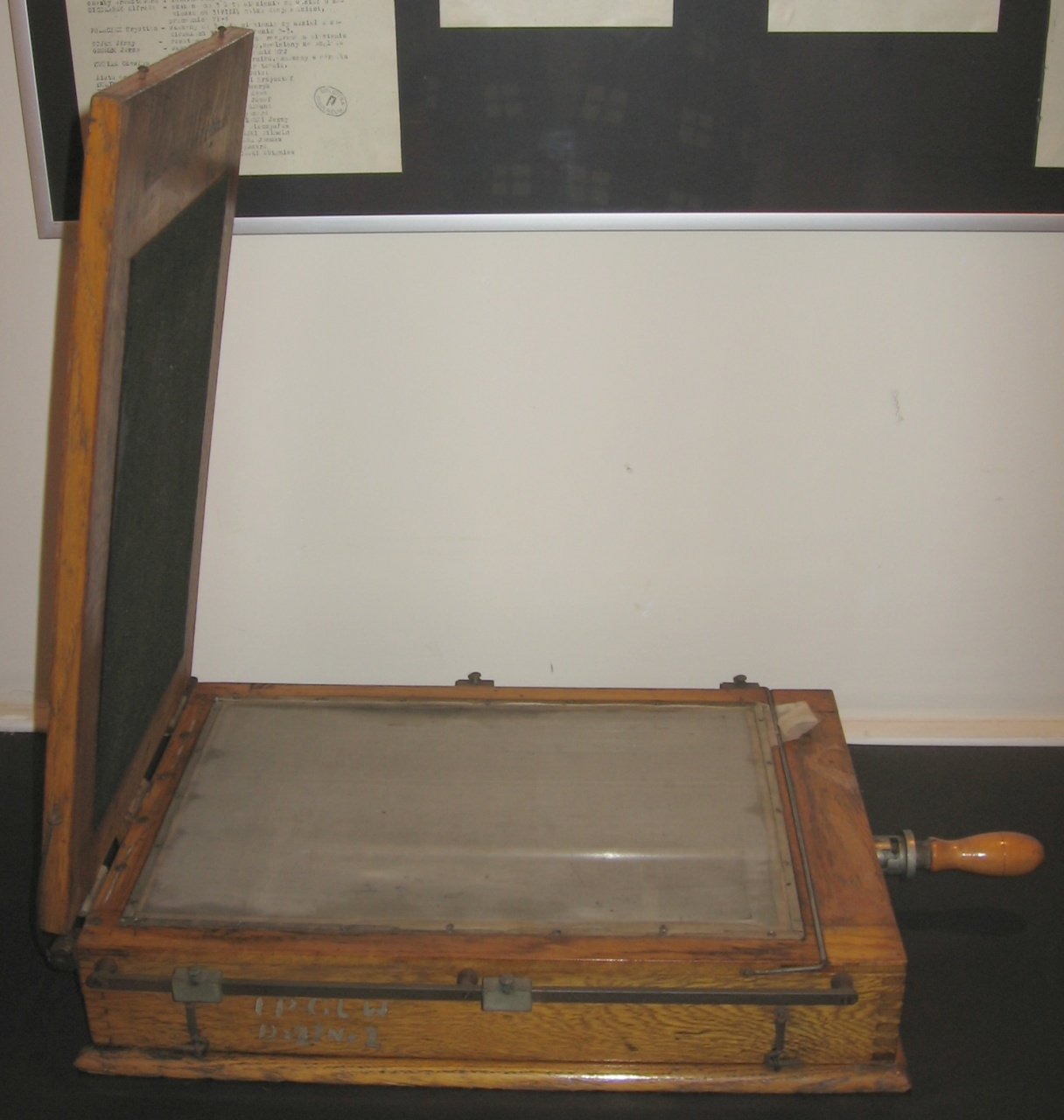
Prosty powielacz ramkowy „Eberfield”

Powielacz – urządzenie do kopiowania dokumentów, używane od XIX wieku do końca lat osiemdziesiątych XX wieku. Obecnie wyparte już niemal całkowicie przez wygodniejsze urządzenia wykorzystujące skanery i drukarki laserowe, bądź przez kserokopiarki.

## Historia
Stosowane były powielacze spirytusowe (na bazie mieszaniny izopropanolu i metanolu) lub białkowe, z żelatynową (koloidową) matrycą.
W powielaczach białkowych (starsza wersja – mimeograf – wykorzystywała wosk zamiast żelatyny) kluczowym procesem było wykonanie matrycy w postaci pokrytej warstwą żelatyny bibułki, na której pisano tekst dokumentu na zwykłej maszynie do pisania (można było również dodawać odręczne uzupełnienia – np. podpis – twardym ołówkiem). W ten sposób w miejscach, w które trafiały czcionki maszyny do pisania bądź które zarysowane były ostrzem ołówka usuwana była warstwa żelatyny i pozostawała tylko cienka bibułka. Tak sporządzoną matrycę kładziono na czystym papierze i przy pomocy wałka gumowego przeciskano przez nią farbę (tj. przez obszary, w których żelatyna odsłoniła przepuszczalną dla farby bibułkę) tak, że kopia zapisanego na matrycy dokumentu przenosiła się na papier. Technika ta była więc odmianą sitodruku. Powielacze profesjonalne, w których matryca umieszczana była na wewnętrznej powierzchni specjalnego bębna, a podawanie i układanie papieru było częściowo zautomatyzowane, podobnie jak przeciskanie farby, miewały napęd elektryczny i stosunkowo dużą wydajność kilkudziesięciu kopii na minutę.
Powielacze umożliwiały wykonanie do kilkuset dostatecznie czytelnych kopii dokumentu, przy czym ze względu na stopniowe zanieczyszczanie się i zużywanie matrycy każda następna kopia była nieco gorszej jakości niż poprzednia.
W okresie, kiedy w Polsce działała cenzura, a zwłaszcza w czasie stanu wojennego, powielacze były powszechnie używanym przez struktury podziemne sprzętem drukarskim. Powszechna w użyciu była wówczas prosta „samodziałowa” wersja tego urządzenia zwana „ramką wrocławską”, sporządzona z kilku deszczułek, listewek i kawałków tkaniny; powielacze profesjonalne skupowane były na czarnym rynku, bądź docierały w formie darów, przemycane z Europy Zachodniej.
Obecnie niektóre firmy produkujące sprzęt cyfrowy nazywają „powielaczami” swoje zestawy skanerów z drukarkami.